# مضاعف (ثلاثي ميثيل سيليل) الزئبق
 مضاعف (ثلاثي ميثيل سيليل) الزئبق  أو  بيس (ثلاثي ميثيل سيليل) الزئبق  مركب كيميائي له الصيغة CH3)3-Si-Hg-Si-(CH3)3. تجدر الإشارة إلى أن السابقة بيس Bis، والتي تعني اثنان، تشير إلى أن وحدة ثلاثي ميثيل سيليل (CH3)3-Si- مكررة مرتين في البنية (مضاعفة).

## التحضير
حضر المركب أول مرة عام 1963 من قبل مجموعة البحث التي يقودها فيبرغ Wiberg وذلك بمفاعلة بروميد ثلاثي ميثيل السيليل TMSBr مع ملغمة الصوديوم:
2Na + Hg + TMSBr → TMS2Hg + 2NaBr

## التفاعلات
يتفكك مضاعف (ثلاثي ميثيل سيليل) الزئبق بالتسخين ما بين 100 - 160°س، أو بتعريض المركب للضوء، حيث يعطي سداسي ميثيل ثنائي سيلان:
TMS2Hg → (CH3)3Si-Si(CH3)3 + Hg
أما التفاعل مع كلوريد الهيدروجين يعطي ثلاثي ميثيل السيلان وكلوريد ثلاثي ميثيل سيليل:
TMS2Hg + HCl → TMSH + TMSCl + Hg

## لمزيد من الاطلاع
- Pickett, Nl; Just, O; Vanderveer, Dg; Rees, Ws, Jr (2000). "Reinvestigation of bis(trimethylsilyl) mercury". Acta Crystallographica C. ج. 56: 412–3. DOI:10.1107/S0108270199016339. PMID:10815189. {{استشهاد بدورية محكمة}}: الوسيط غير المعروف |شهر= تم تجاهله يقترح استخدام |تاريخ= (مساعدة)صيانة الاستشهاد: أسماء متعددة: قائمة المؤلفين (link)